# Asterias articulata
Asterias articulata är en sjöstjärneart som beskrevs av Carl von Linné 1753. Asterias articulata ingår i släktet Asterias och familjen trollsjöstjärnor. Inga underarter finns listade i Catalogue of Life.